# Flow (гурт)
Flow (стилізовано — FLOW) — японська рок-група, утворена в 1998 році з п'яти учасників і складається з двох вокалістів, барабанщика, басиста і гітариста. Перебуває під лейблом Sacra Music. Станом на січень 2021 року група випустила 36 синглів, 11 студійних альбомів. Їхні пісні були використані для декількох аніме і японських телесеріалів.
«Okuru Kotoba», перший кавер-сингл групи, був випущений в січні 2003. Навесні цього ж року, їхній перший повноцінний альбом «SPLASH!!!» Дебютував на другому місці Оріконского чарту.
У липні 2003 FLOW випустили сингл «BURASUTA». У квітні 2004 року був випущений «GO!!!», що протримався в Оріконському топ 10 чарті три тижні. У травні 2004 FLOW випустили свій перший важливий альбом, названий «GAME».
До 2005 року випуститли низку синглів, аж поки не вийшов третій альбом групи — «Golden coast».
Їхні пісні стали опенінгами таких аніме як Наруто, Наруто: Ураганні хроніки та Код Ґіасс: Повстання Лелуша. А пісня ANSWER стала вступом до драми Tantei Gakuen Q.

## Склад
| Сценічний псевдонім | Справжнє ім'я  | Дата народження | Позиція в групі                  |
| ------------------- | -------------- | --------------- | -------------------------------- |
| Коші                | Асакава Коші   | 22.04.1977      | вокаліст, ритм-гітарист          |
| Кейго               | Наяс Кейго     | 01.07.1977      | вокаліст                         |
| Такеші              | Асакава Такеші | 31.08.1978      | провідний гітарист, бек-вокаліст |
| Івасакі             | Хіроші Івасакі | 21.11.1969      | барабанщик                       |
| Гото                | Ясутаро Гото   | 26.01.1977      | басист, бек-вокаліст             |

## Дискографія

### Студійні альбоми
- Splash!!! (2003)
- Game (2004)
- Golden Coast (2005)
- Isle (2008)
- # 5 (2009)
- Microcosm (2010)
- Black & White (2012)
- Flow The Max!!! (2013)
- 26 a Go Go!!! (2014 року)
- #10 (2016)
- Tribalythm (2019)

### Міні-альбоми
- Flow # 0 (2001)
- Sunshine 60 (2002)
- Like a Rolling Snow (2002)
- Nuts Bang!!! (2009)
- Fighting Dreamers (2017)